# Max Stiegl
Max Stiegel (rojen kot Željko Rašković), slovensko-avstrijski kuharski mojster, * 13. marec 1980, Koper.

## Življenje in delo
Rojen je bil v Kopru kot Željko Rašković, pri šestih letih se je s starši preselil v Avstrijo. V Salzburgu v gostilni Abfalter se je izučil za kuharja. Takratni šef kuhinje ga je klical Max, čemur je pridal ime njegovega najljubšega piva Stiegl in prevzel sedanje ime.
Kot kuhar v restavraciji Inamera v mestu Rušt na Gradiščanskem je pri 21 letih prejel prvo Michelinovo zvezdo. To priznanje ga je spodbudilo, da je odprl svojo restavracijo. Po desetih letih obratovanja njegove restavracije Gut Purbach v mestu Purbach ob Nežiderskem jezeru mu je francoski kulinarični vodnik Gault Millau podelil tri avbe.

## Televizija
Stiegl je nastopal v več kuharskih oddajah na zasebnem programu VOX, februarja 2019 je bil kot tekmec Tima Mälzerja v oddaji Kitchen Impossible, v kateri je Tima Mälzerja poslal v Prekmurje, Mälcer je pekel prekmursko gibanico ter kuhal kislo juho iz svinskih nog v gostišču Rajh v Bakovcih.